# Lucie Rico
Lucie Rico, född 1988 i Perpignan, är en fransk roman- och manusförfattare samt filmskapare. Hon vann 2021 Prix du roman d'écologie för Le Chant du poulet sous vide (svenska: Kycklingoratoriet) och emottog 2022 specialomnämnande i Prix Wepler för GPS.

## Biografi

### Uppväxt
Rico föddes i Perpignan i södra Frankrike och tillbringade sin uppväxt i Céret i Pyrénées-Orientales Hennes mor arbetar som lärare, och hennes far är skivhandlare i Perpignan.
Rico studerade åren 2006–2008 film på filmprogrammet på Paul Valéry-gymnasiet i Paris, varefter hon 2008–2009 avlade examen i filmvetenskap och modern litteratur. 2011 avlade hon masterexamen i medier och transmedier vid Sorbonne, och åren 2016–2018 studerade hon till en ny masterexamen i litterärt skapande vid Paris 8:e universitet.

### Förlag och filmer
Mellan 2011 och 2015 arbetade Rico inom förlagssektorn och digitala medier. Hon regisserade flera dokumentärer i Argentina och Taiwan, liksom två fiktiva filmberättelser där hon kombinerade det vardagliga och det fantastiska – The Big Shake och Plein noir. 
2016 regisserade hon Plein noir, en kortfilm producerad tillsammans med Marine Louvet. Filmen, som fick distribution 2018, berättar historien om tre vänner som plötsligt blir tvungna att leva i totalt mörker efter att solen försvunnit.

### Författarskap
Därefter övergick Rico till en litterär verksamhet. 2020 publicerades Le Chant du poulet sous vide, en historia om en vegetarian som tvingas ta hand om sin mors lantgård efter att modern avlidit. För att hantera sin moraliska vånda beslutar hon sig för att skriva en biografi över varje höna som hon tvingas döda, vilket appellerar till ägaren av en stormarknadskedja som vill tillföra en human karaktär på sin köttavdelning. Projektet visar sig fungera så väl att bokens huvudperson låter bygga en "hönsfabrik" med 10 000 höns och anställer "hönsbiografer" som skriver texter på löpande band. "Paule löser problemet med dödandet av hönsen genom en enda stor motsägelse, genom att uppmärksamma dem samtidigt som hon låter avliva dem – en princip som i långa loppet inte blir hållbar", enligt Ricos egna ord.
I Frankrike mottogs romanen som en förnyare av den franska berättartraditionen och den har jämförts med Marie Darrieussecqs debutroman Suggestioner, 1996. Med sin debutbok belönades Rico med flera franska litterära priser, inklusive Prix du roman d'écologie, Cheval Blanc och Coup de cœur aux Vendanges littéraires. Hon har också nått internationell uppmärksamhet.  Den svenska översättningen av debutboken kom 2024, under titeln Kycklingoratoriet. I recensionerna beskrivs stilen som realistisk och åtstramad. Innehållet behandlar huvudpersonens relation till modern och den landsbygd hon lämnat men speglar också samtidens djurhållning och konsumtionssamhälle på ett sätt som innehåller såväl satir som absurd humor.
2022 utgavs Ricos andra roman, GPS. Boken närmar sig thrillergenren och är skriven i andra person. Den berättar historien om Ariane, en arbetslös författare som lider av torgskräck. Trots detta handikapp lyckas hennes väninna Sandrine få Ariane att gå med på att fungera som Sandrines förlovningsvittne. Ariane dyker dock inte upp. Boken skrevs utifrån Ricos intresse av att utforska den moderna människans beroende av sin mobiltelefon. Verket nominerades till Prix Femina des lycéens, Prix du Livre Inter och Prix France Culture-Télérama.

### Andra aktiviteter, privatliv
Vid sidan av sitt skrivande fungerar Rico som lärare i litterärt skapande vid Université Clermont-Auvergne. Hon delar sin tid mellan Aubervilliers (där hon skriver sina filmmanus), Perpignan (där hon författar böcker) och Clermont-Ferrand (där hon lär ut litterärt skapande).

## Verk

### Romaner
- Le Chant du poulet sous vide, Éditions P.O.L (2020), ISBN 9782072936845
  - Kycklingoratoriet, Rámus (2024), ISBN 9789189105720
- GPS, Éditions P.O.L (2022), ISBN 9782818055960

### Kortfilmer
- The Big Shake
- Plein Noir (2018)

## Utmärkelser
- Prix Coup de cœur aux Vendanges littéraires 2020, för Le Chant du poulet sous vide[16]
- Prix du roman d'écologie 2021, för Le Chant du poulet sous vide[15][17]
- Prix littéraire du Cheval Blanc, för Le Chant du poulet sous vide[18][19]
- Specialomnämnande till Prix Wepler 2022, för GPS[27]
- Nominering till Prix Femina des lycéens 2022, för GPS[25]
- Nominering till Prix du Roman des étudiants France Culture-Télérama 2022, för GPS[28][25]
- Nominering till Prix du Livre Inter 2023, för GPS[24]